# Велоспорт на літніх Олімпійських іграх 1896 — 10 кілометрів
Перегони на 10 кілометрів на велотреці серед чоловіків на Літніх Олімпійських іграх 1896 року пройшли 11 квітня. У перегонах взяли участь шість спортсменів з чотирьох країн.

## Призери
| Золото                | Срібло                | Бронза                 |
| Поль Массон · Франція | Леон Фламан · Франція | Адольф Шмаль · Австрія |

## Змагання
| Місце | Спортсмен                      | Час      |
| ----- | ------------------------------ | -------- |
| 1     | Поль Массон (FRA)              | 17:54,2  |
| 2     | Леон Фламан (FRA)              | 17:54,8  |
| 3     | Адольф Шмаль (AUT)             | Невідомо |
| 4     | Йозеф Роземаєр (GER)           | Невідомо |
| 5     | Арістідіс Константінідіс (GRE) | Невідомо |
| —     | Георгіос Колеттіс (GRE)        | DNF      |

Перегони проходили на велодромі «Нео Фалірон». Був дуже холодний день. Перегони проводилися в один етап, участь пейсмейкерів не дозволялася. На двадцятому колі відбулося зіткнення Арістідіса Константінідіса з Георгіосом Колеттісом, внаслідок якого останній був вимушений припинити перегони через травму руки. Поль Массон у напруженій боротьбі здобув перемогу над своїм співвітчизником Леоном Фламаном, випередивши останнього на 0,6 секунди. Третє місце посів австрієць Адольф Шмаль